# Терёхина, Вера Николаевна
Ве́ра Никола́евна Терёхина (род. 23 мая 1947) — советский и российский искусствовед, историк искусства, литературовед. Исследовательница русского авангарда, специалист по Владимиру Маяковскому, Ольге Розановой, Велимиру Хлебникову, Игорю Северянину, русскому экспрессионизму, русскому футуризму. Ведущий научный сотрудник Института мировой литературы имени А. М. Горького РАН. Доктор филологических наук (2006), профессор Литературного института имени А. М. Горького.

## Биография
Вера Терёхина родилась 23 мая 1947 года. В 1970 году окончила филологический факультет Московского государственного университета имени М. В. Ломоносова (МГУ) по специальности «филолог, учитель русского языка и литературы», а в 1979 году — аспирантуру МГУ.
В 1972—1989 годах работала в Государственном музее В. В. Маяковского. Вера Терёхина — ведущий научный сотрудник отдела новейшей русской литературы и литературы русского зарубежья Института мировой литературы имени А. М. Горького Российской академии наук (ИМЛИ РАН), в котором работает с 1989 года.
В 1993 году защитила диссертацию на соискание учёной степени кандидата филологических наук на тему «Творчество В. В. Маяковского в критике русского зарубежья (1920—1930-е годы)».
В 2006 году защитила диссертацию на соискание учёной степени доктора филологических наук на тему «Экспрессионизм в русской литературе первой трети XX века. Генезис. Историко-культурный контекст. Поэтика».
В 2010 году организовала в ИМЛИ конференцию, посвящённую 125-летию со дня рождения Велимира Хлебникова. Итоговый сборник материалов конференции «Велимир Хлебников в новом тысячелетии» был издан в 2012 году под редакцией Веры Терёхиной.

## Научная деятельность
Вера Терёхина — исследовательница русского авангарда, специалист по Владимиру Маяковскому, Ольге Розановой, Велимиру Хлебникову, Игорю Северянину, русскому экспрессионизму, русскому футуризму.
Совместно с другими научными сотрудниками ИМЛИ — Евгением Арензоном, Владимиром Дядичевым, Ниной Королёвой, Татьяной Купченко, Натальей Михаленко, Еленой Тюриной — готовит новое Полное собрание произведений Владимира Маяковского.
Автор более 150 научных работ. Входит в состав редколлегии журнала «Филологические науки».

## Преподавательская деятельность и деятельность в сфере образования
Член диссертационного совета ИМЛИ РАН; руководит несколькими аспирантами.
В Литературном институте имени А. М. Горького читает спецкурсы «Литературный авангард первой трети XX века» на 4 курсе и «Художественный мир В. В. Маяковского» на 5 курсе. Участвовала в конференциях Литературного института, посвящённых творчеству Георгия Иванова и Велимира Хлебникова. Учёное звание — профессор.
Составила учебную хрестоматию для старших классов средней школы «Серебряный век русской поэзии», выдержавшую три издания (2000, 2003, 2007).

## Участие в творческих и общественных организациях
- Член Союза писателей России[1]